# مبادرة الملاريا في جنوب إفريقيا
مبادرة الملاريا في جنوب أفريقيا هي منظمة أنشئت لتيسير دمج أبحاث الملاريا وبناء القدرات المتعلقة بها في جنوب أفريقيا وبقية دول أفريقيا.
ومن خلال المنظمة أنشأت شبكة خبرة افتراضية لمعالجة مشكلة الملاريا.
في جنوب أفريقيا وزارة العلوم والتكنولوجيا التي حصلت على 11,5 مليون راند جنوب أفريقي على مدى عامين ونصف العام لدعم برامج البحوث التعاونية في المنظمة.
تتمثل مهمة مبادرة جنوب أفريقيا لمكافحة الملاريا في تسهيل الوصول إلى برنامج متكامل لأبحاث الملاريا وتنمية القدرات في جنوب أفريقيا وفي بقية أفريقيا من أجل تحسين الوقاية من الملاريا ومكافحتها. وسيتم تطبيق أدوات البحث الحديثة في أبحاث الملاريا. وسوف تشمل النواتج تحديد أهداف مضادات الملاريا ومبيدات الحشرات والتحقق منها، وتنمية وتطوير العلاجات المضادة والمبيدات، وتحسين التشخيص، وأدوات جديدة لجمع المعلومات الوبائية.

## وصلات خارجية
- الموقع الرسمي
- موقع الأعضاء